# Immungenetik
Der Begriff Immungenetik setzt sich aus den Begriffen Immunologie und Genetik zusammen. Dabei handelt es sich gemäß MeSH-Definition (NCBI/NLM, 1971) um „eine Unterdisziplin der Genetik, die sich mit der genetischen Basis der Immunantwort beschäftigt.“
Die Genetik (von griechisch γενεά geneá ‚Abstammung‘ sowie γένεσις génesis ‚Ursprung‘) ist die Wissenschaft, die die Weitergabe von Merkmalen von einer zur nächsten Generation untersucht. Die Gene eines Organismus (Abschnitte von DNA) sowie die Weitergabe der Gene von der Eltern- zur Kindergeneration eines Organismus im Rahmen der möglichen Variationen Vererbungslehre sind die grundlegenden Einheiten seiner Vererbung.
Die Immunologie ist die Lehre von den biologischen und biochemischen Grundlagen der körperlichen Abwehr von Krankheitserregern wie Bakterien, Viren und Mykosen (Pilze) sowie anderen körperfremden Stoffen wie beispielsweise biologischen Toxinen und Umweltgiften, und darüber hinaus von Störungen und Fehlfunktionen dieser Abwehrmechanismen. Neben diesen Fremdeinflüssen auf den Organismus gibt es noch Abwehrreaktionen auf körpereigene Zellen, zum Beispiel im Rahmen der körperlichen Reaktion auf Krebsgeschwüre sowie die Fehlreaktion des Körpers auf gesunde Zellen im Rahmen einer Autoimmunerkrankung. Die Immunologie ist damit eine Teildisziplin der Biologie.
Damit werden unter dem Begriff der Immungenetik all die Prozesse in einem Organismus zusammengefasst, die einerseits durch die Gene des Organismus kontrolliert oder beeinflusst werden und andererseits im Rahmen der immunologischen Abwehrreaktionen des Organismus eine Rolle spielen.

## Geschichte der Immungenetik
Die Geschichte der Medizin zum Thema Immunologie und dem Immunsystem geht zurück auf das 19. Jahrhundert, wobei Fragen zur Verhinderungen und frühzeitigen Abwehr von Erkrankungen in der gesamten Menschheitsentwicklung eine wesentliche Aufgabenstellung für Schamanen, Medizinmänner und frühe „Ärzte“ war. Der erste Nobelpreis im Feld der Immungenetik gab es 1980 für Baruj Benacerraf, Jean Dausset und George Davis Snell für ihre Entdeckungen genetischer bestimmter zellulärer Oberflächenstrukturen, von denen immunologische Reaktionen gesteuert werden.

## Aktuelle Forschungsthemen
Seit den 1990er Jahren wird an einer Vielzahl von unterschiedlichen Fragestellungen der Immungenetik geforscht. Dabei haben die Beschleunigung sowie die sinkenden Kosten für die Sequenzierung von Genen dazu geführt, dass immer mehr akademische und kommerzielle Arbeitsgruppen sich intensiv hiermit auseinandersetzen. Aktuelle Forschungsthemen adressieren insbesondere Fragestellen,
- welche Verlaufsprognosen und Therapieempfehlungen zu Erkrankungen lassen sich auf Grund von genetischen Dispositionen erstellen sowie
- wie können diese genetischen Dispositionen mit Wirkstoffen beeinflusst werden (Gentherapie).

Ein besonderer Fokus liegt dabei oftmals auf der Prognose sowie Therapie von genetisch basierten Autoimmunerkrankungen. Unter Autoimmunerkrankungen werden in der Medizin alle Erkrankungen verstanden, deren Ursache eine überschießende Reaktion des Immunsystems gegen körpereigenes Gewebe ist. Irrtümlicherweise erkennt das Immunsystem körpereigenes Gewebe als zu bekämpfenden Fremdkörper. Dadurch kommt es zu schweren Entzündungsreaktionen, die zu dauerhaften Schäden an den betroffenen Organen führen können. Zu den Autoimmunerkrankungen, bei denen der Ausbruch oder der Krankheitsverlauf in dem individuellen Genom des Organismus angelegt sein kann, gehören zum Beispiel Multiple Sklerose, Diabetes Typ I, Rheumatoide Arthritis oder Morbus Crohn (ein Beispiel für eine Autoimmunerkrankung ohne eine genetische Disposition wäre HIV – diese wird durch Viren ausgelöst). So wurde für die Multiple Sklerose in einem viel beachteten Artikel in der Zeitschrift Nature vom Mai 2010 (Baranzini et al.: Genome, epigenome and RNA sequences of monozygotic twins discordant for multiple sclerosis. Nature 2010, 464; S. 1351–1356 – Link siehe unten) nachgewiesen, dass diese Erkrankung nicht auf Grund einer genetischen Variation ausbricht, der Verlauf und die Therapierbarkeit wohl aber von genetischen Dispositionen maßgeblich beeinflusst wird. Die Grundlage für diese Arbeit waren drei eineiige Zwillingspaare, von denen ein Zwilling an Multiple Sklerose erkrankt ist, der andere nicht.

### Verbände
- Deutsche Gesellschaft für Immungenetik e. V.
- Deutsche Gesellschaft für Gentherapie e. V.

### Einige akademische Forschungsgruppen in Deutschland
- Roland Martin, Institut für Neuroimmunologie und Klinische Multiple-Sklerose-Forschung an der Universitätsklinik Hamburg-Eppendorf
- Bernhard Hemmer, Neurologische Klinik und Poliklinik r. d. Isar, München
- Saleh Ibrahim, Leiter der Arbeitsgruppe für Immungenetik – Universität zu Lübeck
- Stiftungsprofessur TU Dresden, Wassmuth
- Klaus Toyka, Universitätsklinikum Würzburg
- Matthias Endres, Klinik für Neurologie an der Charité, Berlin
- Immungenetik am DKFZ in Heidelberg, Peter Krammer
- Institut für Immunologie und Genetik Kaiserslautern

### Einige Unternehmen mit Forschung im Bereich der Immungenetik
Es gibt nur wenige Informationen über deutsche Unternehmen, die im Bereich der Immungenetik und der damit zusammenhängenden Gentherapie forschen. Einige sind:
- Boehringer Ingelheim Pharma GmbH & Co. KG
- Zentrum für Humangenetik und Laboratoriumsmedizin
- Immungenetics AG

### Weiterführende Links
- Nature Artikel 05/2010 zum MS-Genom
- Gentherapie zum Wiskott-Aldrich-Syndrom, Ärzte Zeitung vom 11. November 2010
- Präsentation von Peter Ahnert, Universität Leipzig, 2005, zur Definition der Immungenetik
- Gentherapie bei Rheumatischer Arthritis, Düsseldorf, 2009